# Bulbophyllum talauense
Bulbophyllum talauense là một loài phong lan thuộc chi Bulbophyllum.